# عد الفرسان

موقع عد الفرسان/جنوب درفور

عِدَ الفُرسان مدينة تقع في ولاية جنوب دارفور في السودان على بعد 998 كيلو متر ( 620 ميل) تقريباً
من العاصمة الخرطوم وحوالي 300 كيلومتر (186.4 ميل) من حاضرة الولاية نيالا وتتميز بخصوبة أرضها ووفرة المياه فيها وهي مقر نظارة قبيلة بني هلبة كما كانت تضم فرقة من قوات الأمم المتحدة و الإتحاد الأفريقي في دارفور (اليوناميد).

## أصل التسمية
كان اسمها في السابق عد الغنم وتحول الاسم إلى عد الفرسان بموجب مرسوم جمهوري صدر في عام 1992. وسميت بهذا الاسم لاشتهارها بتربية الخيول العربية الأصيلة وتميز أهلها بالفروسية.

## الموقع
تقع عد الفرسان في الجنوب الغربي من ولاية جنوب دارفور في سهول غريبنية رملية بين خط الطول 24 درجة و30 دقيقة شرقاً وخط العرض11 درجة و30 دقيقة شمالاً. وتبعد عن الخرطوم جواً بحوالي 998 كيلومتر

## الطوبوغرافيا
تشكل منطقة عد الفرسان جزء مما يعرف بنمط طوبوغرافيا حوض البقارة المكرر والذي يتكون من حواف رملية متداخلة مع أحواض طينية وتربة غرينية. وتتميز المنطقة بشكل عام بمساحات كبيرة من التربة الرملية التي تتحول بالتدريج إلى مساحات من التربة الطينية والسهول الغرينية يتخللها العديد من الوديان والجداول الموسمية المتدلية من المنحدر الجنوبي لهضبة جبل مرة. وتغطي رمال القيزان (المفرد قوز) وهي الكثبان الرملية مساحات كبيرة من المحلية والتي يصل سمك بعضها إلى نحو 18 متراً.
ويوجد في المنطقة العديد من الخيران والجداول الصغيرة المنحدرة من هضبة جبل مرة ومن بينها وادي إبرة ويبلغ حوضه حوالي 30 الف كيلومتر وله 8 روافد أبرزها وادي الجندي ووداي كايا ووادي السند ووادي بليل. وتوفر هذه الأودية في الموسم المطير كميات كبيرة من المياه السطحية حيث يُخَزَّن قليل منها في الحفائر أو المنخفضات الطبيعية أي فيما يُعرَف محلياً بالرهود والبطاح والرقبات.

## الجيولوجيا
يسود المظهر الجيولوجي لمنطقة عد الفرسان شكلان رئيسيان وهما الرسوب الصخرية المركبة الرملي النوبي . ويتكون الأول من مجموعة واسعة من الصخور التحولية مع طبقات تجوية يزيد سمكها في بعض الأماكن عن خمسة أمتار. أما تكوينات الحجر الرملي النوبي فهي توجد في مناطق النتوءات القليلة بالمنطقة وهذه التكوينات معروفة بوفرة مياهها الجوفية.

## الغطاء النباتي
تسود الغطاء النباتي في المنطفة نباتات السافنا المفتوحة الشائكة بما فيها الأنواع المهمة مثل اشجار السنط أو الهشاب كما يسمى محلياً والسنط المعسل ويُعرف محلياُ باسم الكِتِر و السنط العربي أو اللعوت محلياُ، والسنط الأبيض أو الحراز، بينما تسود ضفاف الوديان والجداول الموسمية الأشجار الكثيفة الأوراق والأعشاب .

## المناخ
يتسم مناخ عد الفرسان بموسمين أساسيين، موسم مطير يبدأ من يونيو / حزيران وحتى سبتمبر / أيلول وموسم جفاف يسود بقية شهور السنة. وأما درجة الحرارة فهي تصل إلى أعلى معدل لها في الفترة ما بين شهري أبريل/ نيسان و مايو/ أيار ، وأدناها في شهري ديسمبر / كانون الأول ويناير/ كانون الثاني (موسم الشتاء في المنطقة).
ويبلغ متوسط هطول الأمطار 499 مليمتر ( 19.6 بوصة) بينما تسود الرياح الشمالية شهور موسم الجفاف وتهب الرياح الجنوبية المحملة بالرطوبة موسم الخريف المطير.

## السكان
بلغ عدد السكان حسب تقويم 1993 م، حوالي 375 ألف نسمة، إلا أنه وبعد توافد اعداد كبيرة من النازحين واللاجئين إلى المنطقة من داخل السودان ومن البلدان الإفريقية المجاورة حيث يقدر العدد الكلي بحوالي 600 ألف نسمة. وتقطن المنطقة العديد من القبائل وفي مقدمتها قبيلة بني هلبة - إحدى قبائل مجموعة البقارة - التي يوجد مقر نظارتها في المدينة.

## الاقتصاد
يعتمد اقتصاد عد الفرسان على تربية الحيوان والمنتوجات الحيوانية كالحليب ومشتقاته حيث يعمل حوالي ثلاثة أرباع عدد السكان في هذا القطاع، تليه الزراعة التي يشتغل فيها ربع عدد السكان وتشمل المنتوجات الزراعية الخضروات والفول السوداني والحبوب. ونظرا لجودة الغطاء النباتي في منطقة عد الفرسان واحتوائه غلى العديد من الأشجار ذات القيمة التجارية فقد كان يتم حصاد الصمغ العربي من البرية، إلا أن الطلب عليه في السوق المحلية قد شهد انخفاضاً في الآونة الأخيرة انخفضت.فحلت المنتوجات البستانية محله كالفواكه وفي مقدمتها المانجو، الجوافة، والحمضيات، و البابايا. وتم إدخال الموز في الآونة الأخيرة.